# Ян Сенявський
Ян Сенявський (? — 1583) — польський шляхтич, урядник Корони Польської. Представник спольщеного українського шляхетського роду Сенявських гербу Леліва.

## Життєпис
Син великого коронного гетьмана Миколи Сенявського та його дружини Катажини з Ко́лів (primo voto Язловецької) (пом. до 1544) — доньки підкоморія галицького, гетьмана польного Яна Коли, вдови Теодорика Язловецького (молодшого, пом. по 1544 р., внук Теодорика Бучацького-Язловецького).
Замолоду з братом Рафаїлом перебував у 1554 році на дворі цісаря Карла V. 
Уряди (посади) — суддя земський галицький; Каспер Несецький вказував ще одну — львівський каштелян. 1570 року з братом Геронімом оформив поділ спадку батька.
Дружина — Дорота з Гербуртів (пом. після 1585), донька львівського каштеляна Станіслава Гербурта, відомостей про дітей немає; по смерті чоловіка вийшла заміж за коронного підчашого Анджея Зебжидовського.
Помер у 1583 році. Був похований у замковій каплиці Бережан. Йому був виконаний надгробок, датований (Anno Domini) 1584 роком. Владислав Лозинський приписував його Генріху Горсту, оскільки він, хоч не мав монограми майстра, але був дуже схожим з надгробком Миколая та Єроніма Сенявських Мечислав Гембарович звертав увагу на нижчий рівень виконання фігури, відтак приписував Г. Горсту лише архітектурну частину, постать Я. Сенявського пов'язував із Себастьяном Чешеком.[джерело?]